# 2021 en Palestine
Chronologie de la Palestine
- 2017
- 2018
- 2019
- 2020
- 2021
- 2022
- 2023
- 2024
- 2025

Cette page concerne les évènements survenus en 2021 en Palestine :

## Évènement
- Blocus de la bande de Gaza, en cours depuis 2007.
- Pandémie de Covid-19 en Palestine (en)
- avril-mai : Crise israélo-palestinienne
- 11 décembre : Élections municipales palestiniennes

## Sport
- Première Ligue de Cisjordanie 2020-2021 (en) (football)
- Première Ligue de Cisjordanie 2021-2022 (en) (football)
- 23 juillet-8 août : Participation de la Palestine aux Jeux olympiques d'été de 2020

## Création
- Brigade de Tulkarem

## Sortie de film
- Le Piège de Huda

## Décès
- Naim Attallah (en), écrivain.
- Mourid al-Barghouti, écrivain et poète.
- Izz al-Din Manasirah (en), poète.
- Mohammed Milhim (en), personnalité politique.
- Abd al-Sattar Qasim (en), écrivain.